# サイバーエージェントDX
株式会社サイバーエージェントDX（サイバーエージェントディーエックス、英:CyberAgentDX, Inc.）は、企業の収益拡大を目的としたDX推進に特化し、広告事業の立ち上げをはじめ、データ基盤の構築、アプリの開発・運用までを一気通貫でサービスを提供する企業である。
本社は、東京都渋谷区に所在。
2021年11月1日に設立された、株式会社サイバーエージェントの100％子会社。代表取締役は宮田岳。

## 概要
株式会社サイバーエージェントDXは、株式会社サイバーエージェント（本社：東京都渋谷区、代表取締役：藤田晋、東証一部上場：証券コード4751、以下サイバーエージェント）が設立した子会社である。
「デジタルの力で世の中をより便利にすること」をVisionとして掲げ、企業の収益拡大を目的としたDX推進に特化し、広告事業の立ち上げをはじめ、データ基盤の構築、アプリの開発・運用までを一気通貫でサービス提供を行っている。

## 沿革
2021年 　11月1日 - 設立